# シャンパーニュ語
シャンパーニュ語（シャンパーニュご、Champenois）は、フランスのシャンパーニュに分布するロマンス語の一つで、オイル語系の言語。